# Риголато
Ригола̀то (на италиански: Rigolato; на фриулски: Rigulât, Ригулат) е село и община в Северна Италия, провинция Удине, автономен регион Фриули-Венеция Джулия. Разположено е на 760 m надморска височина. Населението на общината е 487 души (към 2010 г.).